# Stone Gossard
Stone Carpenter Gossard (ur. 20 lipca 1966 w Seattle) – amerykański gitarzysta i kompozytor. 
Życiorys
Syn aktorki i prawnika. Jeden z założycieli zespołu grungowego Green River i Mother Love Bone, z którym nagrał płytę Apple, tworzył również w zespole Temple of the Dog. Znany głównie z gry w Pearl Jam, z którym nagrywa od początku istnienia zespołu. W 2001 roku nagrał solowy album "Bayleaf". Mąż Liz Weber, z którą ma córkę Vivian Sparks, urodzoną w 2007 roku.